# Skype for Business Server
Skype for Business Server （スカイプ・フォー・ビジネス・サーバ、以前のMicrosoft Office Communications ServerとMicrosoft Lync Server）は、企業向けインスタントメッセージング、プレゼンス、VoIP、アドホックと事前設定された会議（音声、ビデオ、およびWeb会議）およびサードパーティのゲートウェイまたはSIPトランクを介したPSTN接続のインフラストラクチャを提供するリアルタイムコミュニケーションサーバーソフトウェアである。 これらの機能は、組織内、組織間、および公衆インターネットまたは標準電話（PSTNおよびSIPトランキング）の外部ユーザーとの間で利用できる。

## 特徴
Skype for Business Serverでは、インスタントメッセージング（IM）と単一の組織内でのプレゼンスの共有などを行うことができる。様々な状態を表すプレゼンス情報、ファイル転送、音声およびビデオでのコミュニケーションも行うことができる。 Skype for Business Serverは、NATトラバーサルとTLS暗号化にInteractive Connectivity Establishmentを使用して、企業ネットワークの内外で安全な音声とビデオでのコミュニケーションを可能にする。
Skype for Business Serverは、インターネット上の企業ユーザー（モバイルワーカーやホームワーカーなど）とパートナー企業のユーザーの両方のリモートユーザーもサポートする。 Skype for Business ServerはIDフェデレーションをサポートし、他の企業IMネットワークとの相互運用性を可能にする。フェデレーションは、手動（各パートナーが他の組織の関連するエッジサーバーを手動で構成する場合）または自動（ DNSの適切なSRVレコードを使用）のいずれかで構成できる。 
Microsoft Skype for Business Serverは、IMおよびプレゼンス用のSIPへのSIMPLE拡張機能とともに、シグナリングにSession Initiation Protocol（SIP）を使用する。メディアはRTPとSRTPを使用して転送される。ライブ会議クライアントは、Persistent Shared Object Model（PSOM）を使用して会議コンテンツをダウンロードする。クライアントは、 HTTPSを使用してWebコンポーネントサーバーに接続し、名簿をダウンロードして配布リストを展開する。デフォルトでは、サポートされている組み合わせには、SIP over TLSおよびSRTPを使用した暗号化された通信と、暗号化されていないSIP over TCPおよびRTPがある。マイクロソフトは、Unified Communications Open Interoperability Program（UCOIP）を通じて、認定ベンダー向けにサポートされている構成の詳細を公開している。 
IM機能はSkype for Businessのほんの一部に過ぎない。その他の重要な機能として、デスクトップコミュニケータクライアントを介したVoIPテレフォニーとビデオ会議、そしてデスクトップ、モバイル、およびWebクライアントを使用したリモートアクセスなどがある。
いくつかのサードパーティは、既存のプラットフォームにSkype for Businessの機能を組み込んでいる。 HPは、Haloビデオ会議プラットフォームに実装した。 

## 歴史
Microsoft Office Live Communications Serverは、2003年12月29日に一般提供開始され、Exchange 2000 に含まれExchange 2003から削除されたExchange Instant Messenger Serviceを置き換えた。ソフトウェアアシュアランスを利用するExchange 2000ライセンス所有者は、Exchange 2003とともにLive Communications Serverをアップグレードとして利用する権利があった。ただし、Live Communications Serverクライアントアクセスライセンスは、新規ユーザー向けに通常どおり購入が必要だった。
Office Communications Server (OCS) R2は、Office Communications Server 2007のリリースから1年後の2008年10月にアムステルダムのVoiceConで発表された。
マイクロソフトは、2009年2月にMicrosoft Office Communications Server 2007R2をリリースした。 R2リリースでは、次の機能が追加された。 
- ダイヤルイン音声会議
- デスクトップ共有
- 履歴が残る続的なグループチャット（Windows OSクライアントでのみ使用可能）
- 参加者用コンソールと権限移譲
- セッション開始プロトコルトランキング
- モビリティと単一電話番号による複数同時呼出

Microsoft Lync Server 2010は、2010年11月に一般提供を開始した。 Microsoft Lync 2013は2012年10月に製造工程にリリースされ、SP1は2014年3月にリリースされた。 2015年には、Lyncの新しいバージョンは、新しいクライアントエクスペリエンスを備えたSkype for Businessとなり、新しいサーバーのリリースとOffice 365のサービスへの更新が行われた。 マイクロソフトは、Skype for Business Server 2019の一般提供は2018年末を目標としていると述べている。 

### バージョン
- 2018年 Skype for Business Server 2019
- 2015年 Skype for Business Server 2015
- 2012年 Lync Server 2013（RTM 2012年10月11日）
- 2010年 Lync Server 2010
- 2009年 Office Communications Server 2007 R2
- 2007年 Office Communications Server 2007
- 2006年 SP1を搭載したLiveCommunications Server 2005
- 2005年 Live Communications Server 2005 (コードネームVienna)
- 2003年 Live Communications Server 2003
- Exchange 2000 Conferencing

## クライアントソフトウェアとデバイス
Microsoft Skype for Businessは、Skype for Business Serverでリリースされた主要なクライアントアプリケーションである。このクライアントは、IM、プレゼンス、音声およびビデオコール、デスクトップ共有、ファイル転送、およびアドホック会議に使用される。 Lync 2013では、機能の少ないLync Light Clientがリリースされた。 マイクロソフトは、Microsoft Attendant Consoleも出荷している。これは、受付係、代理人、秘書、または大量の着信通話を受けるユーザーを対象としたSkype for Businessのバージョンである。
履歴が残るグループチャット機能（Lync Server 2010 から 導入）は、現時点ではWindows OSクライアントでのみサポートされている。 これには、グループチャットトランザクションを処理するための追加のサーバーが複数必要になる場合がある。 
その他のクライアントソフトウェアとデバイスは次の通りである。
- Lync Mobileは、Lync Server 2010クライアントのモバイル版であり、GSMネットワークを介した音声通話、インスタントメッセージング、プレゼンス、単一電話番号による複数同時呼出など、同様の機能を提供する。 Lync Mobileクライアントは、iPhone、iPad、Android、Windows Phone 7と8に対応する。 Lync Mobile 2013（Wave 2）の新しいリリースが予定されており、コラボレーション、音声およびビデオオーバーIPなどの機能が提供される。Skype for Businessのモバイル版も存在する。
- Microsoft RoundTableは、会議室の360度のビューを提供し、さまざまなスピーカーを追跡する音声およびビデオ会議デバイスである[17][18]。 このデバイスは現在、ポリコムを通じて製品名CX5000で製造および販売されている[19]。
- Skype for Businessクライアントは、Lync Server 2013[20]およびSkype for Business Serverでサポートされる。

Lync 2013のドキュメントには、Lync Room Editionデバイスの記載がある。これらは没入型に近いエクスペリエンスを提供することが期待される。
- LG-Nortelとポリコムは、Office Communicator 2007の組み込み版を操作する従来の電話フォームファクタのIP電話も製造している。 物理的なプラスチック製の電話は、Tanjay Phonesとも呼ばれる[21]。
- 「Optimized for Lync」認定のIPデスクフォン：Lync Phone Editionを搭載したこれらの電話は、PBX機能、カレンダーと連絡先へのアクセス、高機能な会議、PCに接続したときの拡張機能、統合されたセキュリティと管理性を完全にサポートする。 Lync用にゼロから構築されたこれらの電話は、高機能なインフォメーションワーカーのエクスペリエンス、基本的な機能を持つデスク電話、共有エリア電話、会議室電話など、特定のビジネスニーズを満たすように設計されたさまざまなモデルで提供される。 Aastraなどのベンダーは、Microsoft Lync用に最適化されたIPデスクフォンを提供している[22]。
- Damakaには、Android、iOS（iPhone / iPad）、BlackBerry、Symbian、Windows 8、Mac OS X用のLyncクライアントがある。チャット、音声、ファイル転送、ビデオ、およびデスクトップ共有機能を提供する[要出典]。
- Fisilには、Linux[23]、 Android[24]、 iPhone、iPad用のLyncクライアントがある[25]。

Linuxサポート
Fisilは、Lyncでサポートされている唯一のLinuxクライアントを開発している。 Unifiedme.co.ukリファレンスには、 Pidginベースの回避策が記載されているが、CERNの情報によると、 重要な制限がある。ダマカのリファレンスはGoogle+のメインページにつながっており、Linuxクライアントに関する情報は掲載がない。

## コンプライアンス
Skype for Business Serverには、サーバーを通過するすべてのインスタントメッセージトラフィックをログに記録してアーカイブし、会議と音声の通話詳細記録を作成する機能がある。これらの機能は、多くの組織の法的要件へ準拠するのに役立つ。アーカイブでは、アーカイブサーバーをインストールし、それに応じてフロントエンドサーバーを構成する必要があるため、アーカイブサーバーは全体的なエンドツーエンドのコンプライアンスソリューションではない。

## パブリックIM接続（PIC）
Skype for Business Serverを使用すると、組織は4つの外部IMサービス (AOL Instant Messenger、 Microsoft Messengerサービス、 Yahoo! Messenger、Googleトーク）と相互運用することもできる。 PICはLive Communications Server 2005 サービスパック 1で最初に導入された。PICはYahoo!に対して個別にライセンスされているが、ソフトウェアアシュアランスを持つ顧客については、AOLおよびMessengerサービスは無料で利用できる。 マイクロソフトは、2014年6月30日をもって、AOL/AIMへのPIC接続のサポートを終了することを発表した。 

## サードパーティのソフトウェアサポート

### SIPEプラグイン
2012年現在、サードパーティのSIPE pluginは、SIP/SIMPLEの拡張版を通して、Pidgin、Adium、Miranda IMのようなサードパーティクライアントやTelepathyフレームワークを使うクライアントが、制限付きで (音声あり、SRTPとビデオはなし) MS Skype for Business Serversをサポートする。

### XMPP
Skype for Business Serverには、外部XMPPサーバーと連携するためのXMPPゲートウェイサーバーが提供されている。  Lync Server 2013から、XMPPはネイティブに製品の一部になった。
ejabberd XMPPサーバーには、ゲートウェイ（トランスポート）なしでOCSサーバーとのフェデレーションを可能にするブリッジがある。 